# اورینتال لند
اورینتال لند (انگلیسی: The Oriental Land) شرکت گردشگری ژاپنی است، که در سال ۱۹۶۰ تأسیس شد.